# Кіровоградська правда
«Кіровоградська правда» — обласна громадсько-політична газета, видається у місті Кропивницькому від 1918 року.

## Загальні дані
Газета виходить друком раз на тиждень, наклад сягає 13 000 примірників.

## Історія
Історія газети бере свій початок від «Бюллетня Елисаветградского военно-революционного комитета», який було випущено 9 (22) лютого 1918 року. Протягом усього часу видавництва газета виходила друком під назвами «Известия», «Красный путь», «Червоний шлях», «Соціалістичний наступ», «Кіровська правда», від 20 січня 1939 року має теперішню назву«Кіровоградська правда»
Під час II Світової війни у 1941—43 роки не видавалася. У 1943 році поновила випуск, у 1944 році відповідальним редактором газети був затверджений П.І. Шагін. У 1968 році «Кіровоградська правда» нагороджена орденом «Знак Пошани», зображення якого довгий час лишалося в логотипі періодичного видання. За СРСР «Кіровоградська правда» була органом Кіровоградського обласного комітету Компартії України. У 1970—1980-і роки «Кіровоградська правда» виходила 6 разів на тиждень.
За іншими даними, газета заснована у 1874 році, спочатку, як «Елисаветградский городской листок», потім змінила назву на «Елисаветградский вестник», а від березня 1917 року – «Известия Елисаветградского Совета рабочих и солдатских депутатов».

## Сучасність
Сучасна (1990—2000-і роки) «Кіровоградська правда» — обласне видання універсального змісту, засновником якого виступає ТОВ «Кіровоградпресгрупа».